# Brice Dja Djédjé
Brice Florentin Dja Djédjé (Aboudé, 12 dicembre 1990) è un calciatore ivoriano, difensore svincolato.
È il fratello di Franck Dja Djédjé.

## Carriera
Gioca nell'Olympique Marsiglia. Brice ha un fratello maggiore chiamato Franck, calciatore dell'Hibernian.
Ha attraversato il centro di formazione di Paris Saint-Germain, nella stessa classe come Mamadou Sakho, vi è anche vicino a un altro centrocampista convertito lato destro, nella persona di Sébastien Corchia durante la stagione 2004-2005. Si impegna con un club gratuito appena promosso in Ligue 2, Evian Thonon Gaillard , durante la finestra di trasferimento estiva nel 2010. Ha giocato la sua prima partita professionale 6 agosto 2010 a 19 anni a vincere 2 gol a 0 contro il Metz, e richiede la posizione di terzino destro, prima di essere dato un po' di tempo lontano dalla terra ferita inverno.
Lo scorso aprile, ha segnato il suo primo gol in Ligue 2 contro il Estac 13 maggio 2011, un colpo di curling da 23 metri. 27 maggio 2011, dopo una nuova vittoria sul Metz, fu incoronato campione della Ligue 2 con il suo club.
Il 21 dicembre 2011, ha segnato un gol contro il Montpellier, poi la prima di campionato su un calcio di punizione. Il 28 gennaio 2014 firma un contratto con l'Olympique de Marseille, per un periodo di 4 anni e mezzo.

## Statistiche

### Presenze e reti nei club
Statistiche aggiornate al 31 maggio 2016.
| Stagione            | Squadra             | Campionato          | Campionato | Campionato | Coppe nazionali | Coppe nazionali | Coppe nazionali | Coppe continentali | Coppe continentali | Coppe continentali | Altre coppe | Altre coppe | Altre coppe | Totale | Totale |
| Stagione            | Squadra             | Comp                | Pres       | Reti       | Comp            | Pres            | Reti            | Comp               | Pres               | Reti               | Comp        | Pres        | Reti        | Pres   | Reti   |
| ------------------- | ------------------- | ------------------- | ---------- | ---------- | --------------- | --------------- | --------------- | ------------------ | ------------------ | ------------------ | ----------- | ----------- | ----------- | ------ | ------ |
| 2010-2011           | Évian TG            | L2                  | 18         | 1          | CdL             | 2               | 0               | -                  | -                  | -                  | -           | -           | -           | 20     | 1      |
| 2011-2012           | Évian TG            | L1                  | 34         | 2          | CF              | 3               | 0               | -                  | -                  | -                  | -           | -           | -           | 37     | 2      |
| 2012-2013           | Évian TG            | L1                  | 27         | 1          | CF              | 4               | 1               | -                  | -                  | -                  | -           | -           | -           | 31     | 2      |
| ago. 2013-gen. 2014 | Évian TG            | L1                  | 14         | 1          | CF+CdL          | 1+2             | 0+0             | -                  | -                  | -                  | -           | -           | -           | 17     | 1      |
| Totale Évian        | Totale Évian        | Totale Évian        | 93         | 5          |                 | 12              | 1               |                    |                    |                    |             |             |             | 105    | 6      |
| feb.-mag. 2014      | O. Marsiglia        | L1                  | 11         | 0          | -               | -               | -               | -                  | -                  | -                  | -           | -           | -           | 11     | 0      |
| 2014-2015           | O. Marsiglia        | L1                  | 33         | 0          | CF+CdL          | 1+1             | 0               | -                  | -                  | -                  | -           | -           | -           | 35     | 0      |
| 2015-2016           | O. Marsiglia        | L1                  | 19         | 0          | CF              | 2               | 1               | UEL                | 3                  | 0                  | -           | -           | -           | 24     | 1      |
| Totale O. Marsiglia | Totale O. Marsiglia | Totale O. Marsiglia | 63         | 0          |                 | 4               | 1               |                    | 3                  | 0                  |             |             |             | 70     | 1      |
| Totale carriera     | Totale carriera     | Totale carriera     | 156        | 5          |                 | 16              | 2               |                    | 3                  | 0                  |             |             |             | 175    | 7      |

### Cronologia presenze e reti in nazionale
| Cronologia completa delle presenze e delle reti in nazionale ― Costa d'Avorio | Cronologia completa delle presenze e delle reti in nazionale ― Costa d'Avorio | Cronologia completa delle presenze e delle reti in nazionale ― Costa d'Avorio | Cronologia completa delle presenze e delle reti in nazionale ― Costa d'Avorio | Cronologia completa delle presenze e delle reti in nazionale ― Costa d'Avorio | Cronologia completa delle presenze e delle reti in nazionale ― Costa d'Avorio | Cronologia completa delle presenze e delle reti in nazionale ― Costa d'Avorio | Cronologia completa delle presenze e delle reti in nazionale ― Costa d'Avorio |
| Data                                                                          | Città                                                                         | In casa                                                                       | Risultato                                                                     | Ospiti                                                                        | Competizione                                                                  | Reti                                                                          | Note                                                                          |
| ----------------------------------------------------------------------------- | ----------------------------------------------------------------------------- | ----------------------------------------------------------------------------- | ----------------------------------------------------------------------------- | ----------------------------------------------------------------------------- | ----------------------------------------------------------------------------- | ----------------------------------------------------------------------------- | ----------------------------------------------------------------------------- |
| 15-08-2013                                                                    | East Rutherford                                                               | Messico                                                                       | 4 – 1                                                                         | Costa d'Avorio                                                                | Amichevole                                                                    | -                                                                             | 46’                                                                           |
| 07-09-2013                                                                    | Abidjan                                                                       | Costa d'Avorio                                                                | 1 – 1                                                                         | Marocco                                                                       | Qual. Mondiali 2014                                                           | -                                                                             |                                                                               |
| 01-06-2014                                                                    | St. Louis                                                                     | Bosnia ed Erzegovina                                                          | 2 – 1                                                                         | Costa d'Avorio                                                                | Amichevole                                                                    | -                                                                             | 46’                                                                           |
| 06-09-2014                                                                    | Abidjan                                                                       | Costa d'Avorio                                                                | 2 – 1                                                                         | Sierra Leone                                                                  | Qual. Coppa d'Africa 2015                                                     | -                                                                             | 60’                                                                           |
| 10-09-2014                                                                    | Yaoundé                                                                       | Camerun                                                                       | 4 – 1                                                                         | Costa d'Avorio                                                                | Qual. Coppa d'Africa 2015                                                     | -                                                                             | 60’                                                                           |
| 11-10-2014                                                                    | Kinshasa                                                                      | Rep. del Congo                                                                | 1 – 2                                                                         | Costa d'Avorio                                                                | Qual. Coppa d'Africa 2015                                                     | -                                                                             | 54’                                                                           |
| 15-10-2014                                                                    | Abidjan                                                                       | Costa d'Avorio                                                                | 3 – 4                                                                         | Rep. del Congo                                                                | Qual. Coppa d'Africa 2015                                                     | -                                                                             | 61’                                                                           |
| Totale                                                                        |                                                                               | Presenze                                                                      | 7                                                                             |                                                                               | Reti                                                                          | 0                                                                             |                                                                               |

## Palmarès

### Club

#### Competizioni nazionali
- Ligue 2: 1

Évian TG: 2010-2011